# Настасьинский переулок
Наста́сьинский переу́лок — улица в центре Москвы в Тверском районе между Тверской улицей и Малой Дмитровкой.

## Происхождение названия
Известен с XVIII века как Настасьинский или Княж-Настасьевский переулок, предположительно, по имени Настасьи — жены домовладельца 1737 года князя Волконского. В XIX веке некоторое время назывался Медвежий переулок. В 2019 году было сообщено о скором переименовании переулка в честь Марка Захарова. Однако, позднее появилось заявление председателя комиссии Мосгордумы по культуре о невозможности такого переименования в связи с правилами Департамента культурного наследия, запрещающими изменение исторического названия.

## Описание

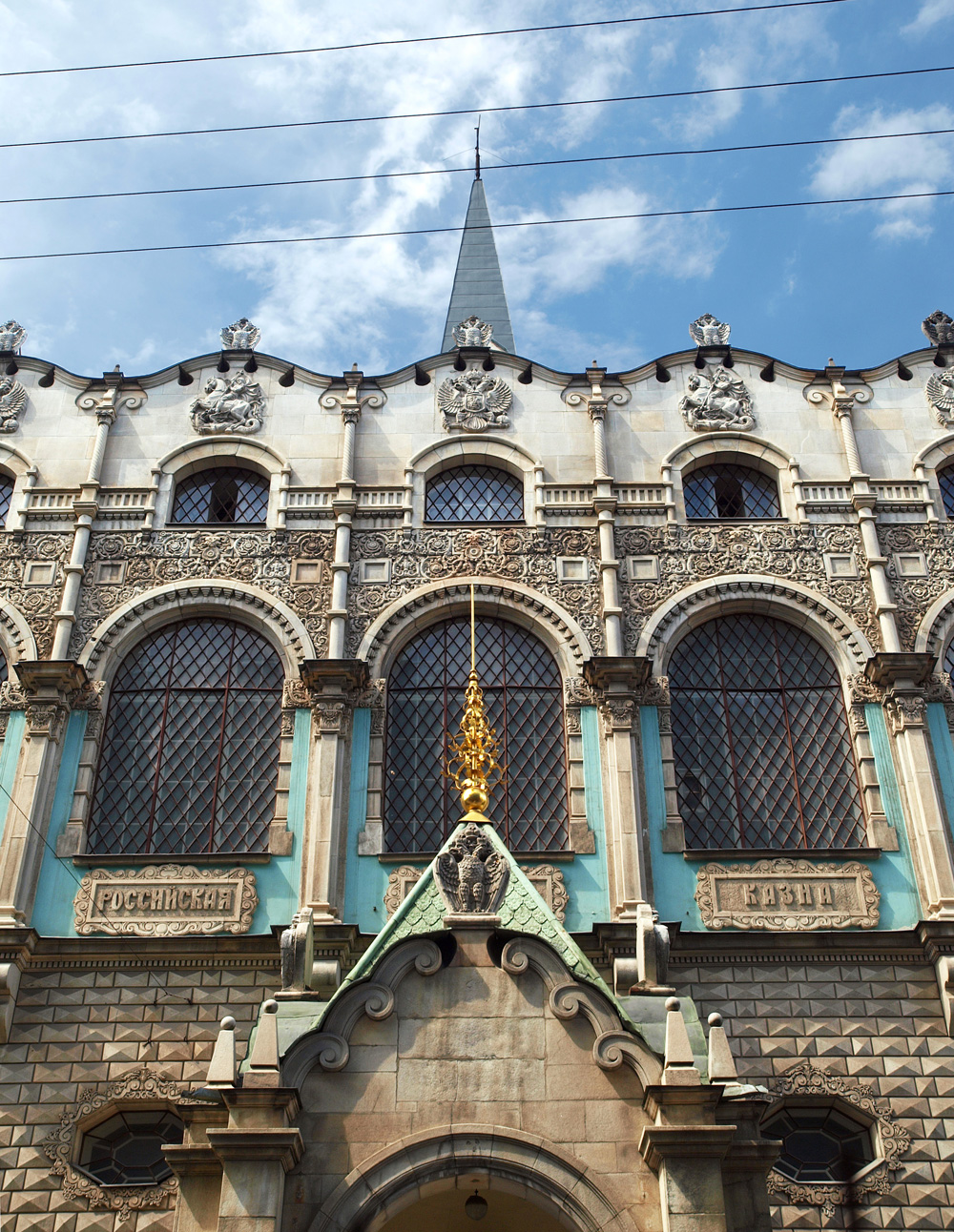
Здание Ссудной казны.

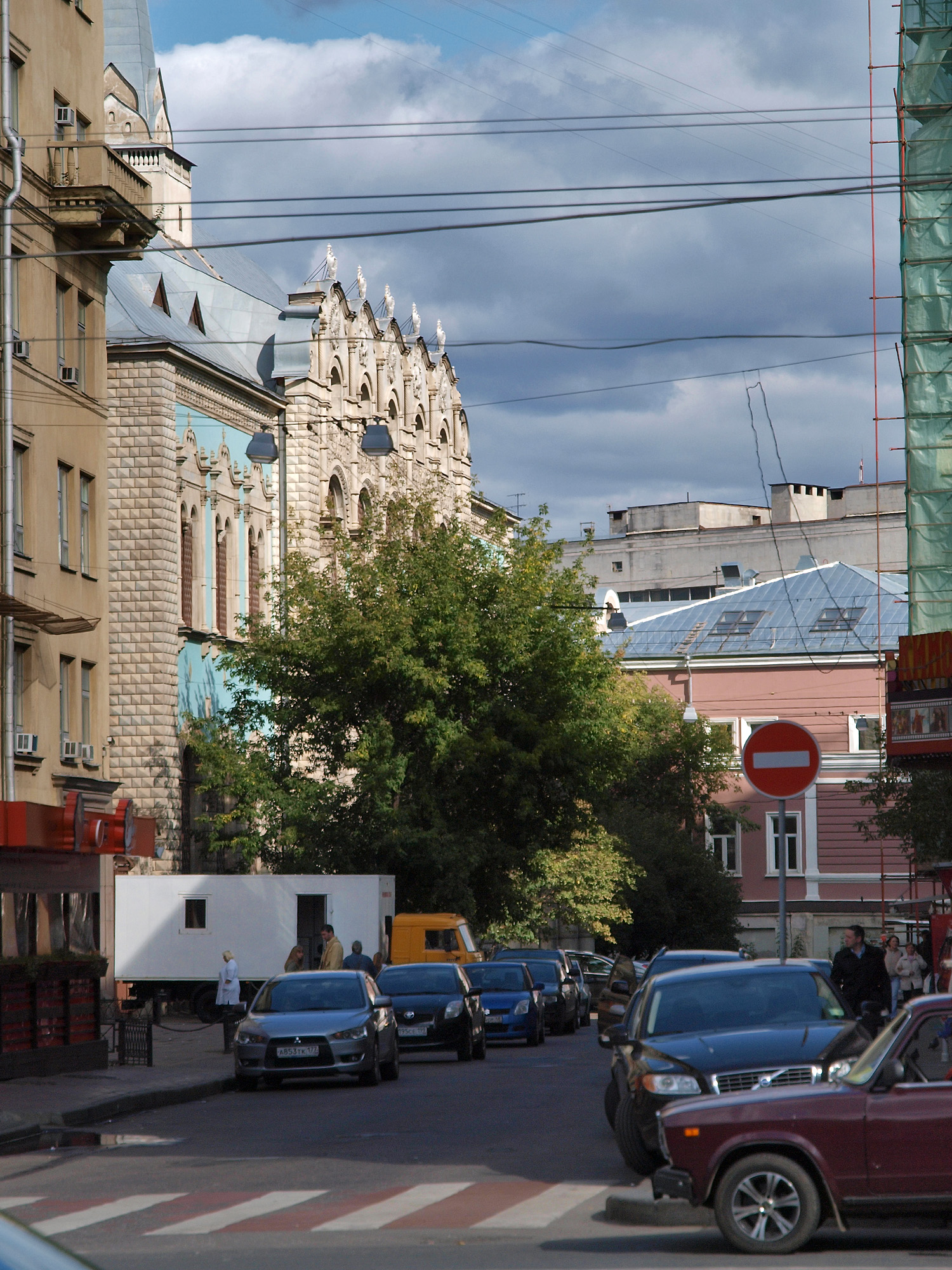
Вид от Тверской.

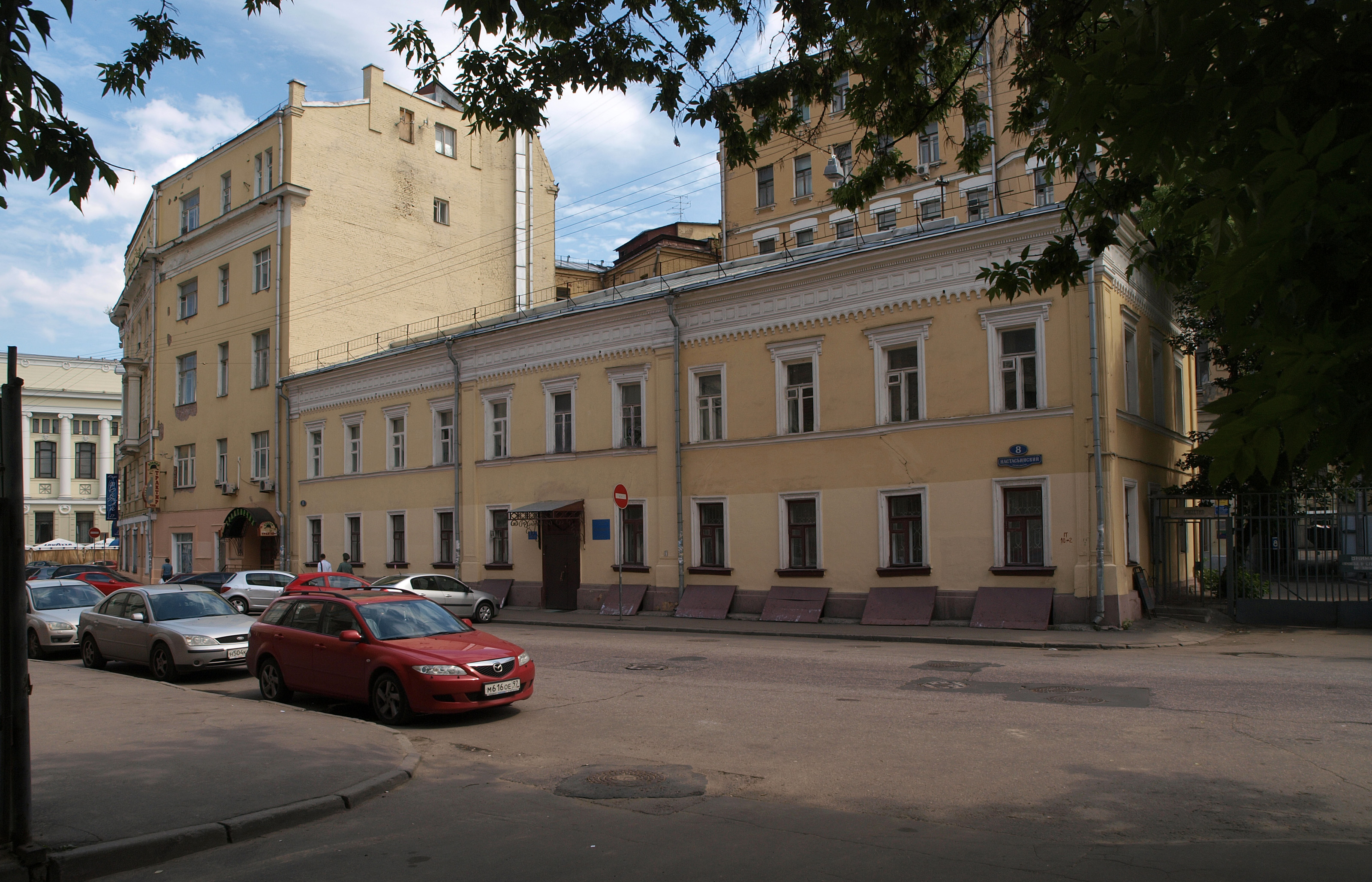
№ 8 стр. 1, доходный дом на основе здания XIX века (1911).

Настасьинский переулок начинается от Тверской, проходит на северо-восток параллельно Пушкинской площади и выходит на Малую Дмитровку.

## Примечательные здания

### По нечётной стороне
- № 1/20 — пристройка к дому московского гражданского губернатора (архитектор И. А. Сикорский); фасад со стороны переулка украшают 4 высокие полуколонны коринфского ордера на высоких базах-тумбах. В 1917 году здесь открылось «Кафе поэтов», где декламировали свои стихи В. Маяковский, Д. Бурлюк, В. Каменский и другие поэты[5]
- № 3 — здание Российской ссудной казны (1913—1916, архитектор Б. М. Нилус, совместно с В. А. Покровским)[6]. С 1918 года здание занимал Народный комиссариат внутренних дел, в 1920-х годах — Государственное хранилище (Гохран)[7].
- № 3, корпус 2 — Научно-исследовательский финансовый институт Академии бюджета и казначейства Министерства финансов РФ; Институт профессиональных бухгалтеров и аудиторов России.
- № 5, стр. 1 — особняк конца XIX века (1883—1891). В 1880-х годах в доме жила балерина Большого театра М. П. Станиславская. После 1910 года на втором этаже здания находился студийный театр имени В. Ф. Комиссаржевской, которым руководил Ф. Ф. Комиссаржевский. 25 февраля 1917 года здесь состоялся дебют А. П. Кторова (служившего в театре до 1920 года), 21 февраля 1918 года — И. В. Ильинского, выступившего в роли старика в комедии Аристофана «Лисистрата». Среди актёров театра также был М. И. Жаров.В 1920-х годах в доме жил художник-пейзажист П. И. Петровичев[8]. В настоящее время — гостиница[9].
- № 5, стр. 3 — представительство Нижегородской области;
- № 9/5 — здание МГТС (1970-е).

### По чётной стороне
- № 2 — кинотеатр «Киномир».
- № 4 — доходный дом Салова (1911, архитектор Н. Г. Лазарев). В 1909—1913 годах здесь жил художник В. К. Бялыницкий-Бируля[10], в настоящее время — редакция газеты «Труд». До постройки современного здания здесь стоял дом, в котором жил и в 1791 году скончался лингвист А. А. Барсов[11].
- № 8—10 — на этом участке в начале XIX века находилась усадьба майора А. В. Новосильцева, выходившая фасадом на Малую Дмитровку[12]. Здесь жили многие известные люди, в том числе автор здания Ссудной казны Б. М. Нилус[13]. В 1860-х годах в усадьбе жил И. В. Самарин, бывал Ф. И. Тютчев, в 1880-х годах жил А. А. Остроумов, в 1882—1884 годах — Ю. В. Лермонтова[14]. В начале XX века участок был застроен доходными домами:
  - № 8, стр. 1,  памятник архитектуры — дом середины XIX века, перестроен под доходный дом в 1911 году по проекту архитектора А. Торикова по заказу капитана Степан Степановича Шиловского, инженера Осипа Осиповича Вильнера и врача Николая Осиповича Калиновского. После переезда в Москву здесь некоторое время жил театральный режиссёр Ф. Ф. Комиссаржевский[15]. Это двухэтажное каменное здание с ризалитом со стороны двора — единственный сохранившийся элемент первоначальной малоэтажной застройки переулка. Сохранились симметричная первоначальная композиция главного и торцевого фасадов, характерный для середины XIX века по рисунку штукатурный декор а также декор парадной лестницы.
  - № 10/3 — доходный дом М. М. Тюляевой (в основе — строение усадьбы Новосильцева; в 1912 году надстроен по проекту архитектора К. Л. Розенкампфа)[14].

## В литературе
- В первой редакции (1938 года) сказки Л. Лагина «Старик Хоттабыч» главный герой Волька Костыльков, до переезда на новую квартиру, жил в Настасьинском переулке. В последующих редакциях его родина оказалась на другой стороне Тверской улицы в Трёхпрудном переулке.
- В романе В. Орлова «Альтист Данилов» в доме №8 по Настасьинскому переулку размещается группа «Хлопобуды».